# Veurne
Veurne (tiếng Pháp: Furnes) là một đô thị ở tỉnh Tây Flanders. Đô thị này gồm Thị trấn Veurne và các khu vực định cư Avekapelle, Booitshoeke, Bulskamp, De Moeren, Eggewaartskapelle, Houtem, Steenkerke, Vinkem, Wulveringem, và Zoutenaaie.